# 樋の口 (弘前市)
樋の口（ひのくち）は、青森県弘前市の地名。郵便番号は036-8278。

## 地理
岩木川沿い東側、弘前西バイパス（青森県道129号関ケ平五代線）沿い東側に位置する町。西から北にかけて旧岩木町駒越、東は城西、南は茜町、南西は樋の口町に接する。

## 沿革
- 19xx年 - 樋の口町の一部から分離、樋の口になる。

## 世帯数と人口
2017年（平成29年）6月1日現在の世帯数と人口は以下の通りである。
| 丁目         | 世帯数  | 人口  |
| ------------ | ------- | ----- |
| 樋の口一丁目 | 111世帯 | 259人 |
| 樋の口二丁目 | 59世帯  | 137人 |
| 計           | 170世帯 | 396人 |

## 施設

### 商業
- イオンタウン弘前樋の口
  - マックスバリュ樋の口店
  - ザ・サンワ弘前樋の口店
- ローソン弘前樋の口店
- 街の金属屋さん弘前店
- サワ設計事務所
- 城西土木工業
- 太田公務所
- 大昭住建

### 公共
- 樋ノ口公民館

## 小・中学校の学区
市立小・中学校に通う場合、学区は以下の通りとなる。
| 町丁         | 番・番地 | 小学校             | 中学校             |
| ------------ | -------- | ------------------ | ------------------ |
| 樋の口一丁目 | 一部     | 弘前市立城西小学校 | 弘前市立第二中学校 |
| 樋の口一丁目 | 一部     | 弘前市立西小学校   | 弘前市立第二中学校 |
| 樋の口二丁目 | 全域     | 弘前市立西小学校   | 弘前市立第二中学校 |

## 交通
- 弘南バス

県営住宅前（弘前駅 - 城西大橋・工業高校経由 - 藤代営業所線）停留所。